# Ostrów (gmina w powiecie bóbreckim)
Ostrów – dawna gmina wiejska w powiecie bóbreckim województwa lwowskiego II Rzeczypospolitej. Siedzibą gminy był Ostrów (obecnie pod nazwą Czarny Ostrów).
Gminę utworzono 1 sierpnia 1934 r. w ramach reformy na podstawie ustawy scaleniowej z dotychczasowych gmin wiejskich: Borusów, Borynicze, Drohowycze, Hołdowice, Horodyszcze Cetnarskie, Horodyszcze Królewskie, Juszkowce, Łuczany, Ostrów i Ottyniowice.
W skład gminy wchodziło 10 gromad:
- Borsów – obejmowała miejscowość Borsów
- Borynicze – obejmowała miejscowość Borynicze
- Drohowycze – obejmowała miejscowość Drohowycze
- Hołdowice – obejmowała miejscowość Hołdowice
- Horodyszcze Cetnarskie – obejmowała miejscowość Horodyszcze Cetnarskie
- Horodyszcze Królewskie – obejmowała miejscowości Horodyszcze Królewskie, Parcelacja, Podstaw, Seredni Honi, Zarudka
- Juszkowce – obejmowała miejscowość Juszkowce
- Łuczany – obejmowała miejscowość Łuczany
- Ostrów – obejmowała miejscowości Ostrów, Chatki, Ostrów Czarny, Pod Łuhem, Wykopy, Za Cerkwią
- Ottyniowice – obejmowała miejscowość Ottyniowice, Berezki[4].

Pod okupacją niemiecką w Polsce (GG) gminę zniesiono, włączając ją do nowo utworzonych gmin Wybranówka (Landkreis Lemberg) i Chodorów (Landkreis Stryj).
Po II wojnie światowej obszar gminy został odłączony od Polski i włączony do Ukraińskiej SRR.